# Коксен-Хоул

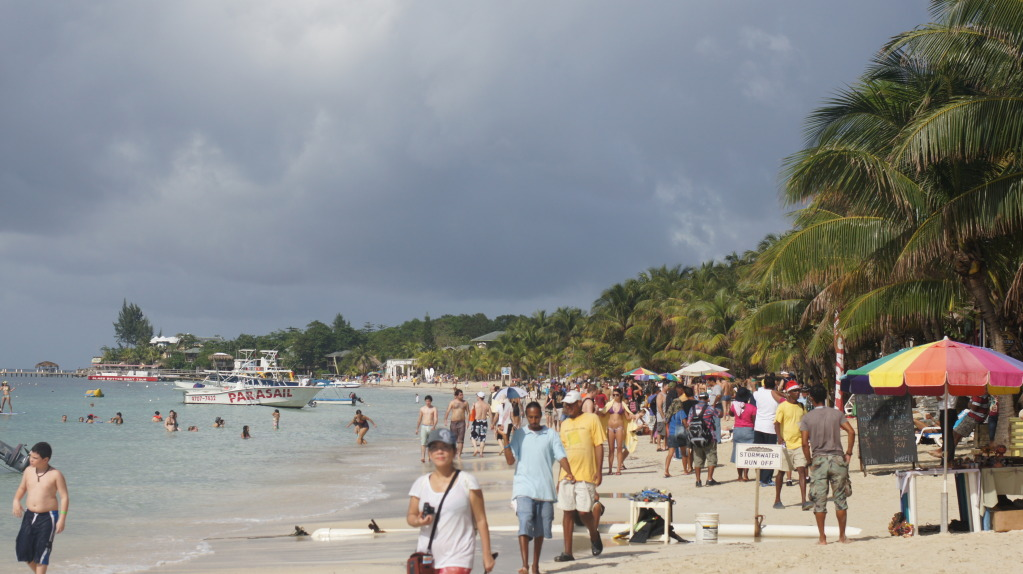
Вест-Енд-Біч, Роатан

Коксен-Хоул, також Роатан-Таун (англ. Coxen Hole, англ. Roatan Town) — найбільше місто на острові Роатан, адміністративний центр острівної департаменту Іслас-де-ла-Бая, що знаходиться в Карибському морі і входить до складу Гондурасу. Найбільший і найвідоміший океанський тропічний курорт на атлантичному узбережжі Гондурасу.

## Загальні відомості
Місто було засноване в 1835 році неграми-переселенцями з Кайманових островів. У той час острови Іслас-де-ла-Бая - як і Кайманові острови - належали Великій Британії і рідною мовою переселенців була англійська (її креольський варіант).
Основне джерело доходів місцевих жителів - туристичний сервіс.
Коксен-Хоул пов'язаний регулярним автобусним сполученням з усіма населеними пунктами острова Роатан. Поблизу міста також розташований міжнародний аеропорт Хуана Мануеля Галвес, обслуговуючий повітряне сполучення для всіх островів архіпелагу. Океанський пасажирський порт і гавань для круїзних лайнерів.

## Додатки
- Роатан докладніше (англійською мовою)
- Думки про Коксен-Хоул, з фотоілюстраціями (англійською мовою)